# Купрій Віталій Миколайович
Віталій Миколайович Купрій (нар. 20 серпня 1973, в Кам'янському, Дніпропетровська область) — український політик, правозахисник, народний депутат України 8-го скликання, адвокат. Голова Правління ГО "Всеукраїнське об'єднання правників «Маємо Право!». Був членом Блоку Порошенка, заступником голови Комітету ВРУ з питань законодавчого забезпечення правоохоронної діяльності.

## Життєпис
Народився Віталій Купрій 20 серпня 1973 року в місті Дніпродзержинськ (нині Кам'янське). 
Батько Віталія Купрія походив із Петриківського району.

### Освіта
1990 року зі срібною медаллю закінчив СШ № 29. 1995 року закінчив Дніпропетровський університет за фахом економіст.
1997—1998 рр. — Коледж при Національній гірничій академії, спеціальність «Перекладач англійської мови».
У 2002 році закінчив Університет Маккуорі за спеціальністю магістр ділового адміністрування (вищий ступінь в управлінні).
З квітня 2007 року і дотепер — Голова Правління Громадської організації "Всеукраїнське об'єднання правників «Маємо Право!» (спочатку називалася «Дніпродзержинська Правозахисна Спілка»).
У 2011—2013 роках навчався в МАУП (фахівець у галузі права), а у 2012—2013 роках навчався в Інституті політичної освіти м. Київ для підвищення кваліфікації депутата та отримання досвіду державного управління країн ЄС.
2016—2018 рр. — Інститут законодавства Верховної Ради України, аспірантура, спеціальність «Конституційне право».
2019 захистив дисертацію на тему: «Конституційний процес: питання конституційно-правових обмежень». Кандидат юридичних наук.

### Підприємницька діяльність
У 1991 році у віці 18 років Віталій стає засновником і директором малого підприємства «ОСБЕНД». Упродовж майже 4 років він займався торгівлею оргтехнікою, одягом та відеоапаратурою.
Наприкінці 1994 року зайнявся імпортом товарів з Туреччини. Цьому він присвятив майже 10 років свого життя. Починав із торгівлі верхнім одягом на ринках Дніпра та Кам'янського. Наступного року на підприємця працювало близько двадцяти робітників. Однак його діяльність привернула увагу злочинних угрупувань і бізнес Купрія став ціллю рекетирів. У результаті на Віталія та членів його родини було вчинено декілька нападів.
У 1997-у Віталій разом зі своєю родиною придбали магазин в центрі Кам'янського й організували в ньому продаж одягу, зосередивши увагу на продажі ділових чоловічих костюмів та жіночих нарядів. У 2004-у магазин був зданий в оренду, а Купрій зайнявся бізнесом у сфері нерухомості та зовнішньої реклами.

### Політична діяльність
Брав участь у проведенні виборчих кампаній у центральному апараті партії «Наша Україна» у Києві, однак у 2006-у покинув лави політичної сили й повернувся до Кам'янського. Посів друге місце на позачергових виборах мера Кам'янського в березні 2008 року. До 2010 року очолював Альтернативний виконком м. Кам'янського. У жовтні 2010 року обраний депутатом Кам'янської міської ради.
2012 року балотувався до Верховної ради по округу № 30 (місто Кам'янське, Заводський район) — шляхом самовисування. Отримав результат у 10.88 % (8 420 голосів «за»). Під час Революції гідності — черговий комендант КМДА, голова юридичної служби.
У квітні 2014 року очолив Комісію по боротьбі з корупцією та злочинністю у м. Кам'янське.
Був радником голови Дніпропетровської ОДА з питань правоохоронних органів та боротьби із злочинністю, позаштатним радником Міністра екології з питань боротьби з корупцією.
На позачергових виборах до Верховної Ради України у 2014 році виграв на мажоритарному окрузі № 29 у Дніпропетровській області, випередивши найближчого суперника на 11 % голосів. З 27 листопада 2014 р. до 29 серпня 2019 р. — народний депутат України. Заступник голови Комітету ВРУ з питань законодавчого забезпечення правоохоронної діяльності. Після прийняття присяги депутата вступив до фракції Блока Перта Порошенка, проте в березні 2015 року вийшов з неї. Червень 2015 — липень 2018 — член партії «Укроп», заступник голови Комісії партійного контролю.
У 2019 році балотувався на чергових виборах Президента України як самовисуванець.
У 2022 році став радником командувача сил ТрО.

### Напад
16 серпня 2019-го на Купрія в Гостомелі на Київщині було скоєно напад. Близько 10 години двоє чоловіків напали на Віталія, використавши сльозогінний газ «Терен-4» і облили рідиною з різким запахом. 16 серпня було затримано одного з нападників, 23-літнього громадянина Росії на ім'я Руслан з посвідкою на проживання в Україні.

## Критика
20 червня 2020 року Віталій Купрій обізвав корінних мешканців Карпат, цитуючи: "Гуцул – то українець, але дикуватий".

## Особисте життя

### Родина
Батько, Купрій Микола, походить із відомого козацького роду Клешні. Народився та виріс у селі Клешнівка на Дніпропетровщині). Працював у Кам'янському слюсарем на металургійному заводі, однак після травми, отриманої на виробництві, разом з сім'єю переїхав у с. Єлізаветівка.
Мати Віталія — Купрій Степанія — народилася в селі Берездівці Миколаївського району Львівської області. Походить вона із українського села Ямна Долішня Лемківського краю. Працювала на металургійному заводі в Кам'янському, де й познайомилася зі своїм чоловіком.
Одружений, виховує трьох дітей.

## Хобі
Захоплюється філософією та психологією, публікує наукові роботи. Написав книгу «Зло, которое правит миром, или Путь к счастью». Активно займається спортом (вітрильний яхтинг), кандидат у майстри спорту з пауерліфтингу. Вільно володіє англійською мовою. Старший лейтенант запасу Збройних сил України.